# TerraSAR-X
TerraSAR-X, é a denominação de um satélite de observação da Terra, resultado de uma cooperação público-privada entre o Centro Aeroespacial Alemão (DLR, de Deutsches Zentrum für Luft- und Raumfahrt) e a  EADS Astrium. Os direitos de exploração dos serviços geo informação são exclusivos da Astrium. 
O satélite TerraSAR-X foi lançado em 15 de Junho de 2007 e tem estado em operação desde Janeiro de 2008. Com o seu satélite "gêmeo", o TanDEM-X, lançado em 21 de Junho de 2010, o TerraSAR-X adquire os dados básicos para o WorldDEM, um Modelo Digital de Elevação globalizado e homogêneo, disponível a partir de 2014.

## TanDEM-X and WorlDEM™
O TanDEM-X (de: acessório TerraSAR-X para "Digital Elevation Measurements") é um segundo satélite muito similar ao primeiro lançado com sucesso em 21 de Junho de 2010 a partir do Cosmódromo de Baikonur no Casaquistão. Desde Outubro de 2010, o TerraSAR-X e o TanDEM-X voam numa formação próxima (a algumas centenas de metros um do outro) e gravam dados de forma sincronizada.
Esta única constelação de satélites gêmeos vai permitir a geração do WorldDEM™, os modelos digitais globais de elevação (DEMs). Com precisão, cobertura e qualidade sem precedentes, o WorldDEM™ é um "DEM" consistente de toda a superfície da Terra planejado para ser adquirido e gerado no período de três anos depois do lançamento. Disponível a partir de 2014, o WorldDEM deve apresentar precisão vertical de 2 m (relativa) e 10 m (absoluta), com varredura horizontal de aproximadamente 12x12 m2, com variações mínimas dependendo da latitude geográfica.